# Chris Monroe
Pour les articles homonymes, voir Monroe.
Chris Monroe, né le 19 janvier 1981 à Silver Spring dans le Maryland (États-Unis), est un joueur américain de basket-ball. Il évolue au poste d'arrière et mesure 1,90 m.